# 나비 (2003년 영화)
"나비"는 2003년에 개봉한 대한민국의 영화이다. 삼청교육대를 배경으로 하였다.  2003년 "베니스 영화제 비평가 주간 초청작"이기도 하다. 거대한 스케일의 사랑을 담은 영화 <나비>에서 가장 하이라이트 씬은 다름 아닌 라스트다. 특히 헬리콥터에서 성당을 향해 총격을 가하는 이 장면은 스케일감을 주는 씬이다. 비좁은 촬영장소로 인해 실제 헬기를 빌려서 촬영할 수 없었기 때문에 실제 크기에 가까운 모형을 제작해 크레인에 매달아 촬영했다. C.G작업으로 제작비는 다른 장면에 비해 많이 들었지만, 헬리콥터를 빌려 촬영한 것에 비하면 제작비를 절감할 수 있었다. 2004년 제27회 황금촬영상 시상식에서 촬영상부문 은상을 수상하였다.

## 줄거리
세상을 향한 거친 날개짓 | 2003년 5월 폼나게 돌아온다
80년대 초. 산골 마을 허름한 기차역. 서울행 기차 문에 매달려 둘이 함께 새긴 가슴팍의 나비문신을 보여주며 1년후 다시 돌아오겠다고 약속하던 민재(김민종). 혜미(김정은)는 사랑하는 연인을 태우고 멀어져 가는 기차를 하염없이 바라보며 눈물 흘린다.
5년 후, 서울. 룸싸롱 제비가 된 민재와 군고위간부 허대령(독고 영재)의 여인이 된 혜미. 운명처럼 두 사람은 다시 만나고, 사랑은 또 시작된다. 혜미의 바람으로 두 사람은 여행을 떠나기로 한다. 그러나 여행 전날 민재는 군인들에 의해 어디론가 끌려가고. 혜미는 또 다시 오지 않는 그를, 기차역에서 기다린다. 모진 고문 끝에 삼청교육대로 들어간 민재. 그 곳에서 죄목도 모른채 끌려온 도철(이문식), 광팔(김승욱), 도사(엄춘배) 등 힘없는 인간군상이 펼쳐진다. 그리고 군부독재의 요체 삼청교육대를 지배하는 권력의 하수인 황대위(이종원)가 있다. 두번은 잃고 싶지 않은 사랑에 혜미는 민재를 찾아 삼청교육대까지 가지만, 권력에 대한 욕망과 집착으로 얼룩진 황대위는 민재와 혜미 사이를 갈라놓으려 하는데...

## 캐스팅
- 윤민재 : 김민종
- 오혜미 : 김정은
- 황기덕 대위 : 이종원
- 왕도철 : 이문식
- 조광팔 : 김승욱
- 도사 : 엄춘배
- 허 대령 : 독고영재
- 최 중사 : 박상욱
- 조 선생 : 신철진
- 돌배 : 정호빈
- 동식 : 유해진(우정출연)
- 큰 형님 : 김용건(특별출연)
- 삐샥 : 김일우(특별출연)
- 최 사장 : 이원용(특별출연)
- 두목 : 손호균

## 수상 경력 및 이력
- 2003년 "베니스 영화제 비평가 주간 초청작"
- 2004년 제27회 황금촬영상 시상식 은상 : 최지열

## 관객수
- 서울 173,613 명(2003년 한국영화흥행순위 30위)
- 전국   612,558 명

※ 출처- KOBIS 영화관 입장권 통합 전산망

## OST
1
Prologue
이동준
2
토끼 사냥
이동준
3
이별
이동준
4
내 앞을 막지 마라
이동준
5
뛰어라!
이동준
좋아요 1
6
민재
이동준
7
상처
이동준
8
바닷가
이동준
9
응급실
이동준
10
어긋난 약속
이동준
11
삼청 교육대
이동준
12
면회소
이동준
13
엇갈린 사랑
이동준
14
사랑을 찾아서
이동준
15
탈출
이동준
16
비극
이동준
17
대 탈주
이동준
18
은지의 죽음
이동준
19
결투
이동준
20
성당
이동준
21
임무완료
이동준
22
Love Theme
이동준
23
Epilogue
이동준
24
추억
김정은
25
면회소
이동준